# Шель-Ахки
Шель-Ахки, Шали-Ахк (чечен. Шела-ахк) — река в России, протекает по Шалинскому району Чеченской Республики. Длина реки составляет 29 км. Площадь водосборного бассейна — 46,6 км².
Начинается в буково-грабовом лесу к западу от села Агишты. Течёт на северо-восток. Протекает параллельно Джалке по территории города Шали. Впадает в Джалку на территории Мескер-Юрта в 24 км по её левому берегу.

## Данные водного реестра
По данным государственного водного реестра России относится к Западно-Каспийскому бассейновому округу, водохозяйственный участок реки — Сунжа от впадения реки Аргун и до устья. Речной бассейн реки — Реки бассейна Каспийского моря междуречья Терека и Волги.
Код объекта в государственном водном реестре — 07020001312108200006197.